# マルハン山脈
マルハン山脈（Малха́нский хребе́т）はシベリアにある山脈で、ザバイカル南部のヒロク川とチコイ川の間、ザバイカリエ地方とブリヤート共和国の領域内に位置する。
延長250km、最大標高1735m。
山体は花崗閃緑岩が主で、花崗岩、頁岩との複合体。中高度の地形。
山林はマツ、カラマツ、ヒマラヤスギのタイガ。